# Teorama
Teorama là một khu tự quản thuộc tỉnh Norte de Santander, Colombia. Thủ phủ của khu tự quản Teorama đóng tại Teorama Khu tự quản Teorama có diện tích  ki lô mét vuông. Đến thời điểm ngày 28 tháng 5 năm 2005, khu tự quản Teorama có dân số 10504 người.